# D-5 (파나소닉)
D-5는 1993년 몽트뢰에서 열린 제18회 국제 텔레비전 심포지엄에서 파나소닉 홀딩스가 선보인 전문가용 디지털 영상 포맷으로, 1년 뒤인 1994년에 출시되었다.

## 개요

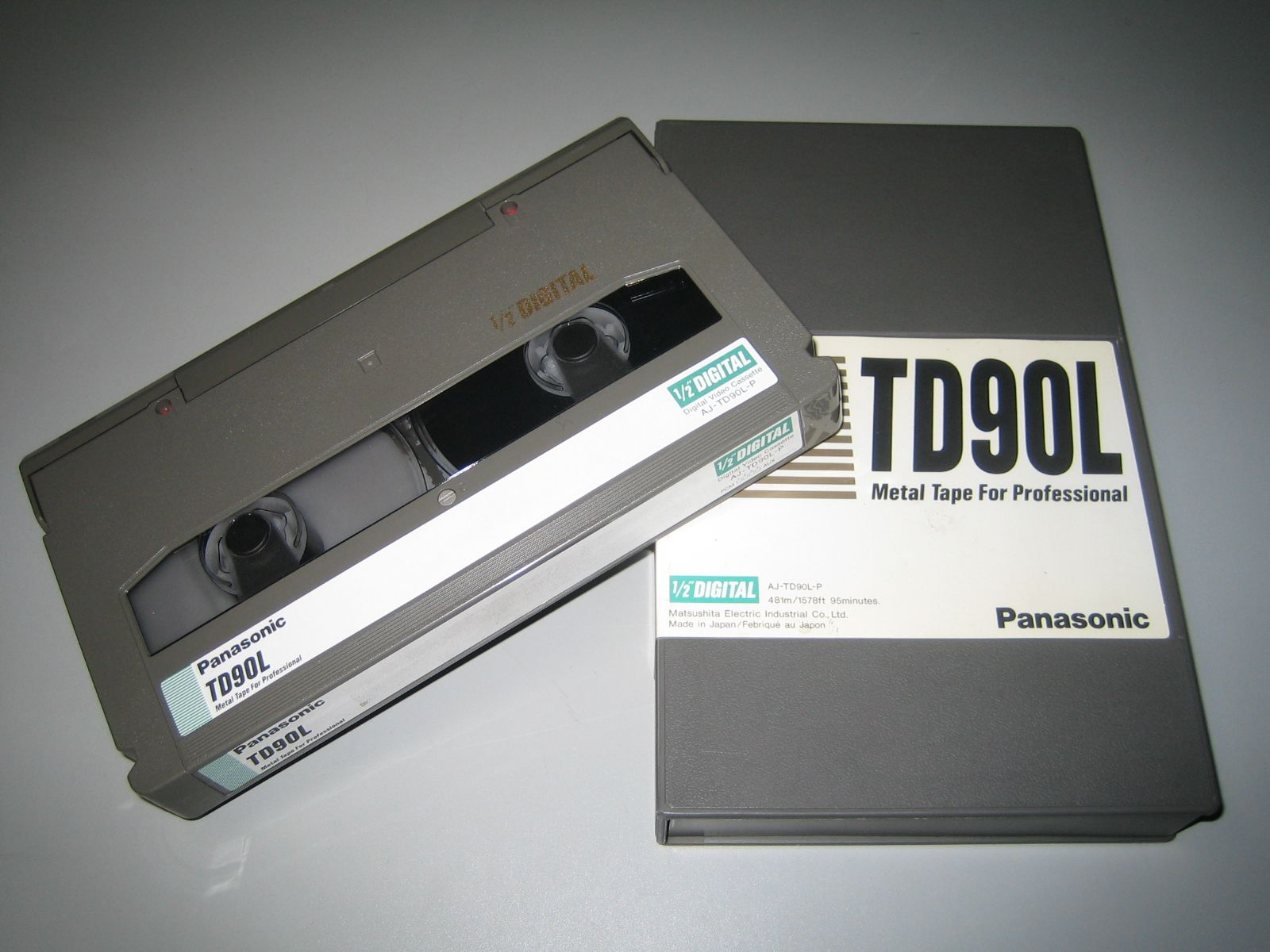
D-3 및 D-5용 카세트테이프 (중형)

소니그룹의 D-1 (8비트)과 마찬가지로 비압축 디지털 컴포넌트 시스템(10비트)이지만, 파나소닉 홀딩스의 디지털 컴포지트 D-3 포맷과 동일한 반인치 테이프를 사용한다. 120분 D-3 테이프는 D-5/D-5 HD 모드에서 60분 녹화할 수 있다. D-5 표준 해상도(SD) 데크는 외부 HD 입출력 박스/디코더를 사용하여 고화질 녹화를 위해 개조할 수 있다. 외부 프로세서가 필요 없으며 SD와 HD 모두 녹화할 수 있는 네이티브 D5 HD 데크도 있었다. D5 HD 데크에서 고화질 변환은 표준 해상도 녹화에 존재하는 어떠한 오류 수정도 허용하지 않는데, 이는 고화질 녹화에 테이프의 전체 대역폭이 필요하기 때문이다.

## D-5 HD
D-5 HD는 표준 D-3/D-5 비디오카세트를 사용하여 4:1 비율의 프레임 내 압축으로 HD 자료를 녹화한다. 1994년에 출시되었다. D-5 HD는 60 Hz 및 59.94 Hz 필드 속도에서 1080i 및 1035 비월 주사선 표준을 모두 지원하며, 모든 720p 라인 표준과 24, 25, 30 프레임 속도에서 1080p 라인 표준을 지원한다. 또한 48 kHz 24비트 PCM 오디오 채널 4개 또는 48 kHz 20비트 채널 8개가 지원된다. D-5는 다양한 포맷에 따라 다른 데이터 속도로 실행된다:
- 323 Mbit/s (1080/59.94i/8CH, 720/59.94p/8CH, 480/59.94i/8CH)
- 319 Mbit/s (576/50i/8CH)
- 300 Mbit/s (1080/59.94i/4CH, 720/59.94p/4CH, 480/59.94i/4CH)
- 258 Mbit/s (1080/23.98p/8CH, 1080/24p/8CH)
- 269 Mbit/s (1080/50i/8CH, 1080/25p/8CH, 576/50i/4CH)

HD 자료는 영화 프로젝트의 후반 작업을 위해 자주 캡처되는데, D-5 HD 스캐닝 장비가 풀 해상도 2K 필름 스캔보다 시간당 비용이 저렴하기 때문이다.
2010년 현재 D-5 HD 캠코더는 판매되지 않았다. 파나소닉은 대신 720p 또는 1080i 및 1080p 이미지의 현장 제작을 위해 P2 캠코더를 판매하고 있다.
2007년에 파나소닉은 산업 표준 JPEG2000 웨이블릿 기반 압축을 사용하여 표준 D-5 VTR이 4:4:4 색 공간을 가진 2K (2048 x 1080) 해상도 자료를 D-5 테이프에 인코딩할 수 있도록 하는 애드온 박스(AJ-HDP2000)를 선보였다.

## 같이 보기
- D-VHS
- W-VHS
- 디지털 베타캠
- DCT (비디오카세트 포맷)
- D6 HDTV VTR
- HDCAM (D-11)
- DVCPRO HD (D-12)